# Het Maar (Groningen)

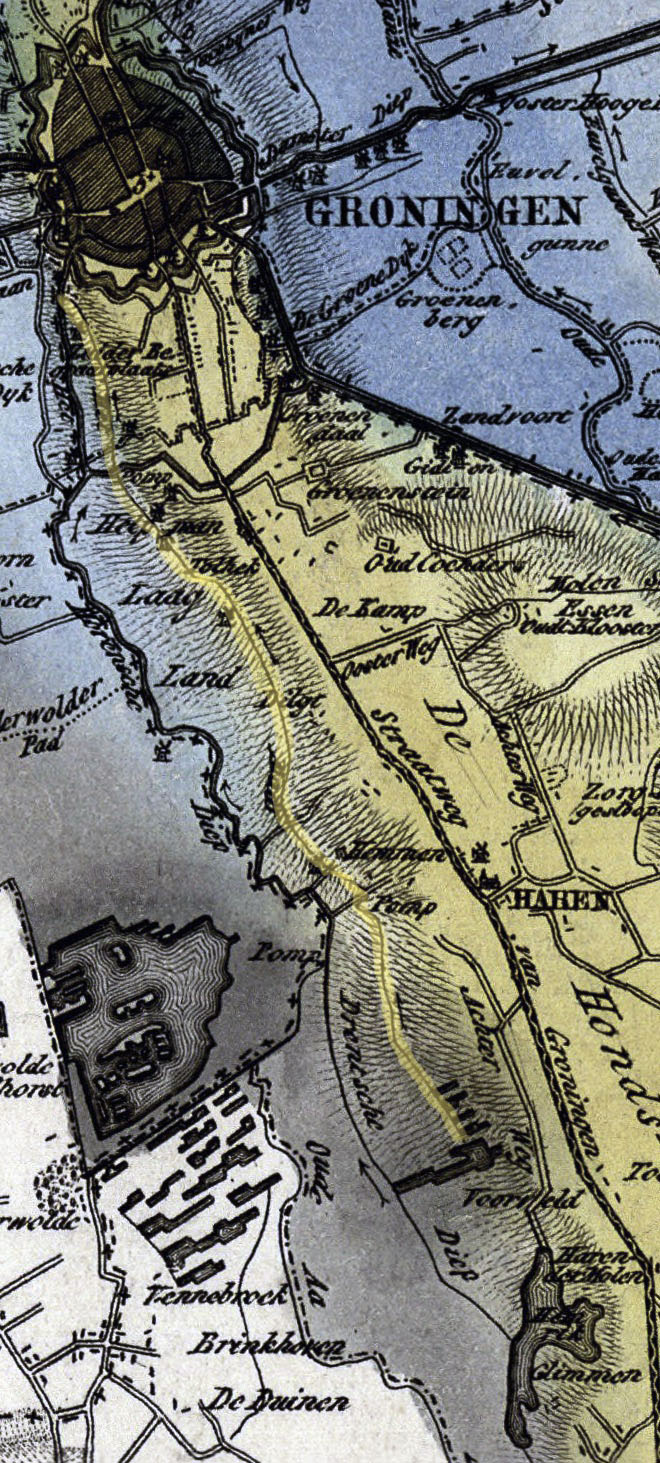
Loop van het Maar in 1837

Het Maar (Nedersaksisch: Ut Moar), is een maar, een waterloop, die oorspronkelijk liep van het Hemrik ten zuiden van Haren tot aan de stadsgracht van Groningen, waar het waarschijnlijk uitmondde ter hoogte van de Oude Rondeel en later de Oude Rondeel dwinger.
Tegenwoordig bestaat er nog een klein deel van het Maar, aan de westzijde van Harense wijk Maarwold (Harenermaar), waar het onderdeel is van het Pieterpad, en ten zuiden van de Groningse wijk De Wijert (Helpermaar).
Het Maar is gelegen tussen de hoger gelegen gebieden van de Hondsrug en het Hoornsediep, in een laagveengebied welke ongeveer 6000-3000 jaar geleden is ontstaan in het beekdal van de Drentsche Aa.

## Geschiedenis
Het is onbekend in welk jaar het Maar is ontstaan of is aangelegd. Mogelijk is het aangelegd tijdens de Grote Ontginning.
Bij aanleg van de Helperlinie in 1695 loopt het Maar tussen de twee westelijke redoutes, daar waar later het gehucht Papiermolen lag en sinds 1955 het zwembad de Papiermolen is gelegen.
Vanaf de Franse tijd wordt vanuit het Maar door slagturven het veen afgegraven voor turfwinning. Hieruit ontstonden de Wolddeelen en Sassenhein. In die tijd stonden er meerdere watermolens aan het Maar en eindigde het vlak voor de stad in het Hoornsediep.
Vanaf midden 1800 viel het Maar onder de waterschappen Westerpolder (1859) en Helpman (1862). Het Maar werd vanaf dat moment onderverdeeld in het Helpermaar en het Harenermaar. 
Bij aanleg van het treinstation, de wijken Rivierenbuurt en De Wijert heeft het Maar daar plaats moeten maken.